# Бурте
Бурте (каз. Бөрте) — упразднённое село в Мартукском районе Актюбинской области Казахстана. Ликвидировано в 2012 г. Входило в состав Родниковского сельского округа. Код КАТО — 154657200.

## Население
В 1999 году население села составляло 145 человек (79 мужчин и 66 женщин). По данным переписи 2009 года, в селе проживало 48 человек (30 мужчин и 18 женщин).